# Banza kauaiensis
Banza kauaiensis är en insektsart som först beskrevs av Perkins, R.C.L. 1899.  Banza kauaiensis ingår i släktet Banza och familjen vårtbitare. Inga underarter finns listade i Catalogue of Life.